# Liñayo
Liñayo (llamada oficialmente San Martiño de Liñaio) es una parroquia y un lugar español del municipio de Negreira, en la provincia de La Coruña, Galicia.

## Entidades de población
Entidades de población que forman parte de la parroquia:
- Bellalta
- Curxido
- Liñaio
- Maio Grande
- Maio Pequeno
- Pontevedra
- Reibó
- Trece
- Vilar de Ordoeste

## Demografía

### Parroquia
| Gráfica de evolución demográfica de Liñayo (parroquia) entre 2000 y 2018 |
|                                                                          |
| Datos según el nomenclátor publicado por el INE.                         |

### Lugar
| Gráfica de evolución demográfica de Liñaio (lugar) entre 2000 y 2018 |
|                                                                      |
| Datos según el nomenclátor publicado por el INE.                     |